# Кривавий орел

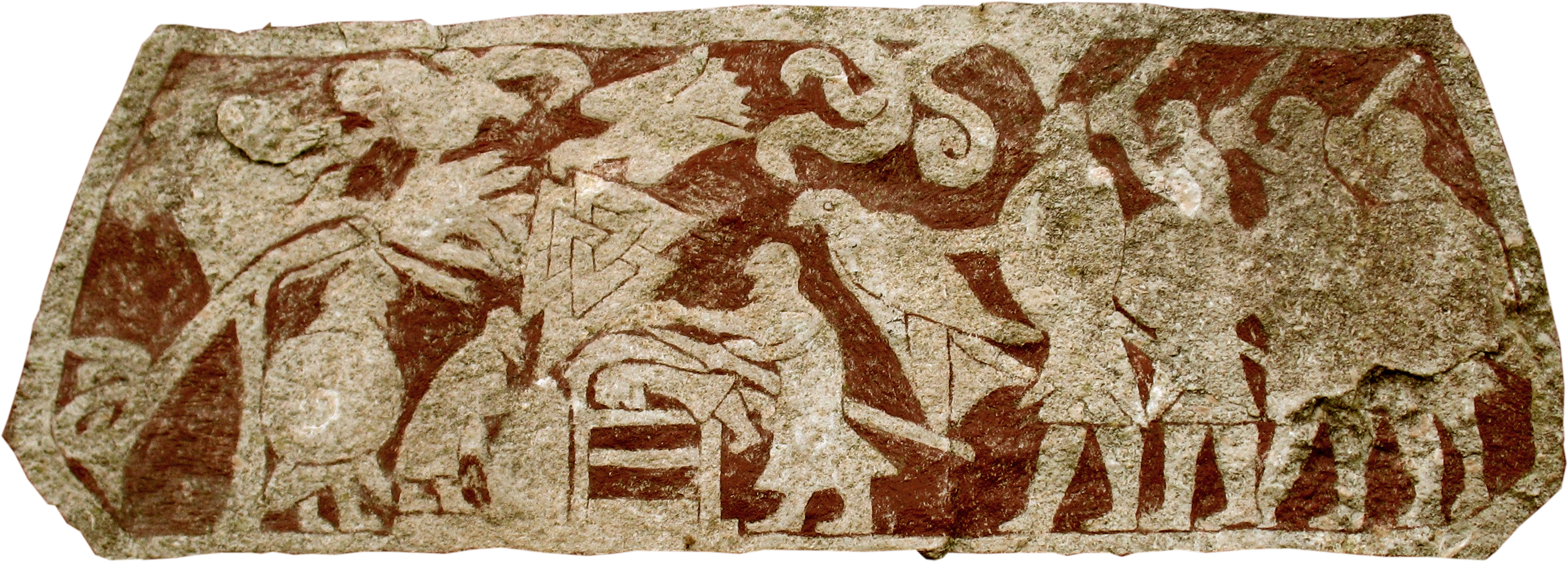
Нанесення узору на спину воїна. Зображення на жертовному камені з Готланда. Над воїном зображений символ Одіна — валкнут

Кривавий орел (швед. blodörn, норв. blodørn, дан. blodørn) — легендарна страта часів вікінгів, що полягала нібито в тому, що на спині засудженого розсікали ребра, розводили їх в сторони на зразок крил і витягали назовні легені. Причиною швидкої смерті в цьому випадку повинен був би стати травматичний шок.
Більшість істориків ставить під сумнів існування такої кари або ж відносить її до області ритуального знущання над трупами ворогів. Повідомлення про «кривавого орла» при цьому списуються на антиязичницьку пропаганду християнських авторів або на буйну уяву скальдів пізніших часів.
Нанесення «кривавого орла» на спину противника згадується у Великий сазі про Олафа Трюггвасоне, в Сазі про Оркнейські ярли, а також в оповіданнях про помсту Івара Безкосного і його братів нортумбрійському королю Еллі II за загибель їхнього батька Рагнара Лодброка, а також в главі 6 «Пасма про Норна-Ґеста», де такій карі пропонується піддати одного з ворогів Сіґурда — Люнґві. За цими короткими згадками складно скласти уявлення про характер даної страти.
У пізніших християнських авторів «кривавий орел» обріс зловісними деталями і став підноситися як приклад варварської жорстокості. Скажімо, Саксон Граматик в останній книзі «Діяння данів» повідомляє, що на спину Елли Нортумбрійського, якого вбили сини Лодброка, при страті сипали сіль.
На підтвердження існування подібного ритуалу приношення ворогів у жертву Одіну призводять на не чітких зображеннях на Стуре-Хаммарському камені — одному з поминальних каменів Готланда.